# Hussein Maziq
Hussein Maziq (1918, Tacnis, Libia - 12 mai 2006, Benghazi), a fost un om politic libian.
- Ministru de externe al Libiei (ianuarie 1964-martie 1965).
- Prim ministru al Libiei (martie 1965- iunie 1967).

1. ↑   (PDF) https://studies.aljazeera.net/sites/default/files/articles/reports/documents/2011113072932155580Dr%20Ahmidas%20Libyan%20National%20Council.pdf Lipsește sau este vid: |title= (ajutor)